# Лазар Човс
Лазар Човс (Нови Сад, 1992) је српски новинар, продуцент и медијски едукатор, специјализован за истраживачко и дата новинарство и проверу чињеница. 
Ради као дата новинар и онлајн продуцент у редакцији ББЦ на српском и Светском сервису ББЦ-ја.

## Биографија
У родном Новом Саду, завршио је средњу Електротехничку школу „Михајло Пупин”. Дипломирао је новинарство на Филозофском факултету Универзитета у Новом Саду. Усавршавао се у области новинарства на универзитетима у Темишвару, Амстердаму и Пенсилванији.
Током студија писао је за београдски недељник Време. Међународну новинарску награду Јан Бриза добио је за истраживачки текст објављен у овом листу. У истом периоду био је и део редакције портала Вугл, који је покренут у оквиру Времена, где је писао и снимао подкасте.
Након тога почиње да ради као фектчекер за Фејкњуз трагач, портал специјализован за проверу чињеница и деконструкцију дезинформација.
У јавности су запажене његове анализе документације о студирању политичара Небојше Стефановића. У истом периоду у Новосадској новинарској школи предаје напредне технике истраживачког новинарства, укључујући фото-форензику и ОСИНТ.
Сарађивао је са Војвођанским истраживачко-аналитичким центром (ВОИЦЕ) и писао колумне за портал Аутономија.
Године 2021. прелази у редакцију ББЦ на српском, прво као истраживачки и дата новинар, специјализован за обраду и визуелизацију података. Након истраживања о ковид сертификатима и заштити података о личности, Република Србија променила је начин приказа ових података. Посебно су запажена његова објашњења о функционисању пешачких тастера на семафорима у Београду и анализа исхода више од 250.000 саобраћајних несрећа током 8 година у Србији.
У Светском сервису ББЦ-ја ради као онлајн продуцент за мултимедијалне и скролителинг пројекте.  
Међународне истраживачке приче објављивао је за ББЦ Њуз, ББЦ Трендинг, ББЦ Панораму, ББЦ проверу чињеница и друге. 
Ради као предавач за ББЦ Медиа Екшн, Дојче Веле академију и ОЕБС, експерт је за медијске иновације, дата новинарство и фект-чекинг.
Био је уредник портала Маргиналије и pomoćnik главног уредника Фејкњуз трагача.
Више прорежимских и анонимних портала оптуживало га је 2010. године за сепаратизам и „дестабилисање Србије”.

## Награде
- Награда Јан Бриза за истраживачко новинарство
- Специјална награда Сената Универзитета у Новом Саду за научни и стручни рад
- Награда на хакатону Deutsche Welle Akademie за најбољи иновативни медијски производ
- Награда на тематском хакатону Светског сервиса ББЦ-ја за најбољи иновативни медијски производ на тему природних катастрофа

## Публикације
- Ка безбедним јавним скуповима — публикација објављена у издању Београдског центра за безбедносну политику
- Аутор више поглавља у приручнику Медији за младе, у издању Асоцијације медија и DW Академије
- Аутор више научних и стручних радова из области медија, новинарства и дигиталне безбедности